# Etaux
Eteaux este o comună în departamentul Haute-Savoie din sud-estul Franței. În 2009 avea o populație de 1.681 de locuitori.

## Evoluția populației
| An        | 1975 | 1982 | 1990 | 1999  | 2006  | 2009  |
| --------- | ---- | ---- | ---- | ----- | ----- | ----- |
| Populație | 519  | 638  | 878  | 1.090 | 1.520 | 1.681 |